# 塞梅尼夫卡 (梅利托波爾區)

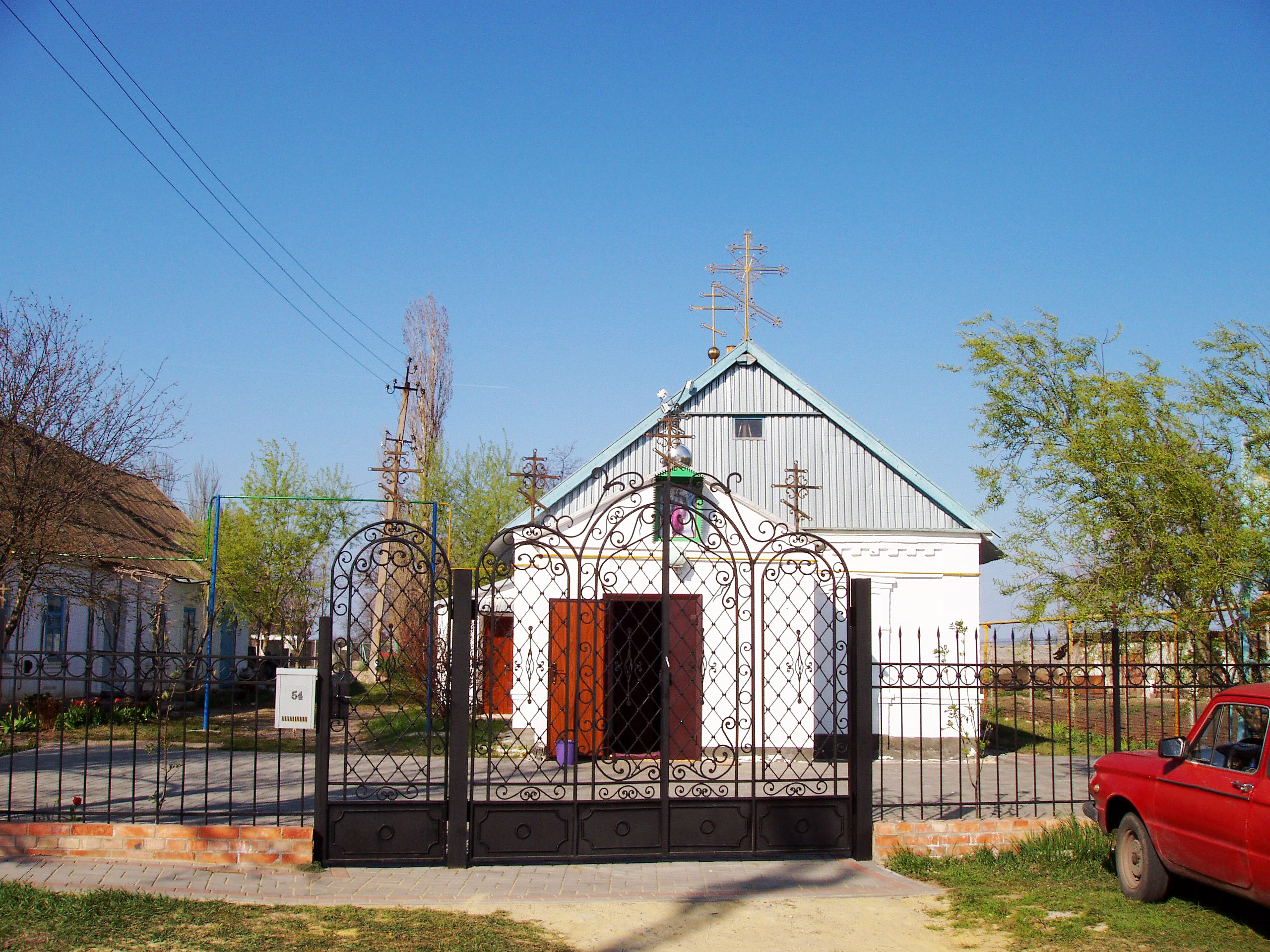
村内教堂

塞梅尼夫卡是烏克蘭東南部扎波羅熱州梅利托波爾區塞梅尼夫卡市镇内的村落及行政中心。始建於1813年，面積4.71平方公里，海拔高度13米，2001年人口2,869，人口密度每平方公里609.1人。